# Miondo
Pour les articles homonymes, voir Bâton de manioc.

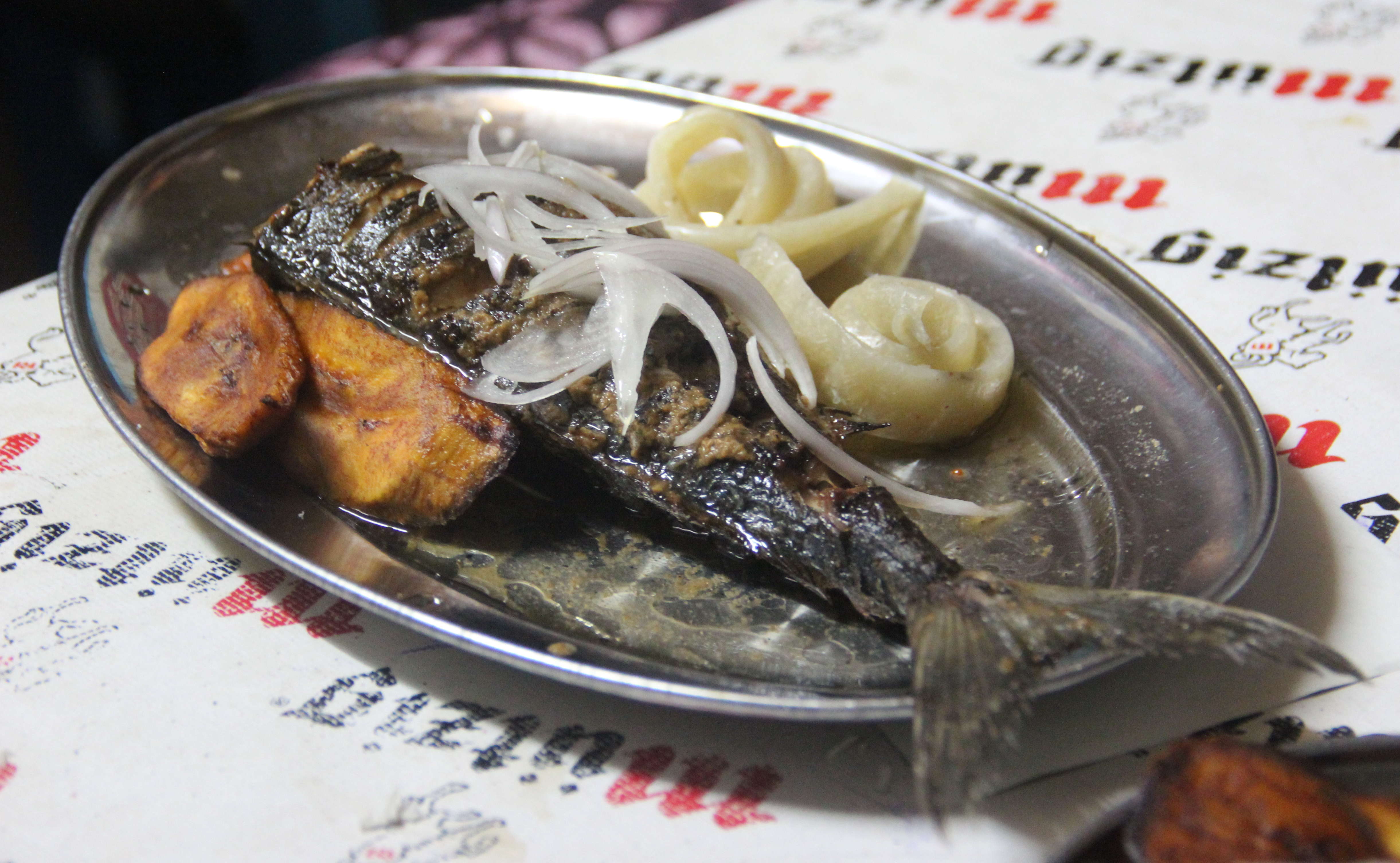
Mets accompagné de miondo

Le miondo – également appelé « bâton de manioc » - est une spécialité très populaire du peuple SAWA dans le littoral au Cameroun. Comme le foufou, c'est un produit dérivé du manioc. Le miondo est l'accompagnement par excellence du ndolé.

## Origines

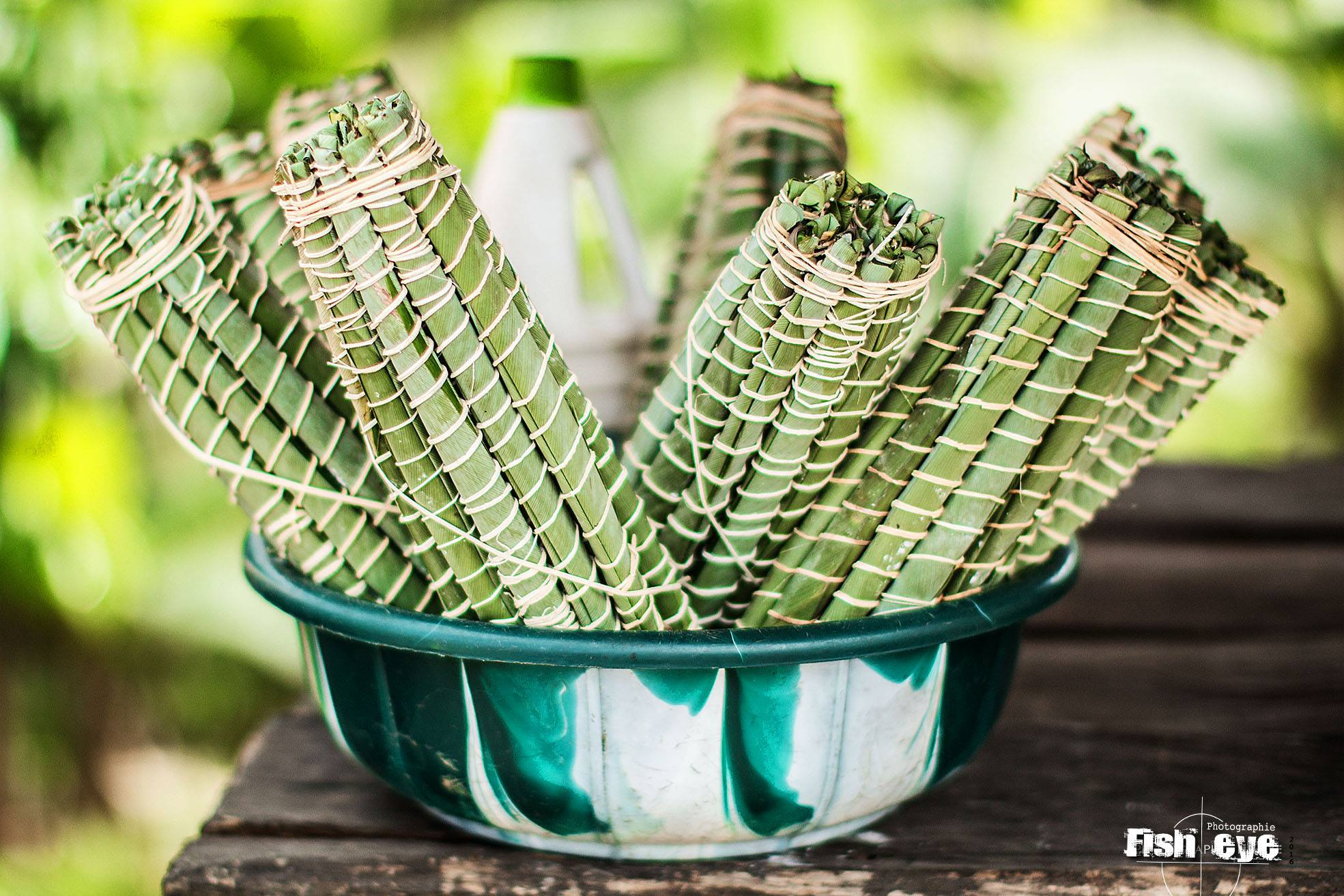
Miondo

Il entre en Afrique avec la culture du manioc . Le miondo se consomme aussi au sein de la diaspora africaine.

## Préparation
La préparation de ce plat nécessite une ou deux semaines. Il faut d'abord laisser tremper les tubercules, les émietter à la main dans l'eau, tamiser et retirer les fibres. On laisse égoutter la pâte obtenue pendant deux jours dans un sac. Elle est ensuite travaillée à l'aide d'un rouleau sur une planche en bois. Enroulée dans des feuilles, elle est ensuite cuite à la vapeur. Cette pâte réticule, ce qui lui donne la forme de bâtons de manioc enveloppés dans des feuilles, souvent des feuilles de bananier. Le produit obtenu est élastique et riche de féculents.

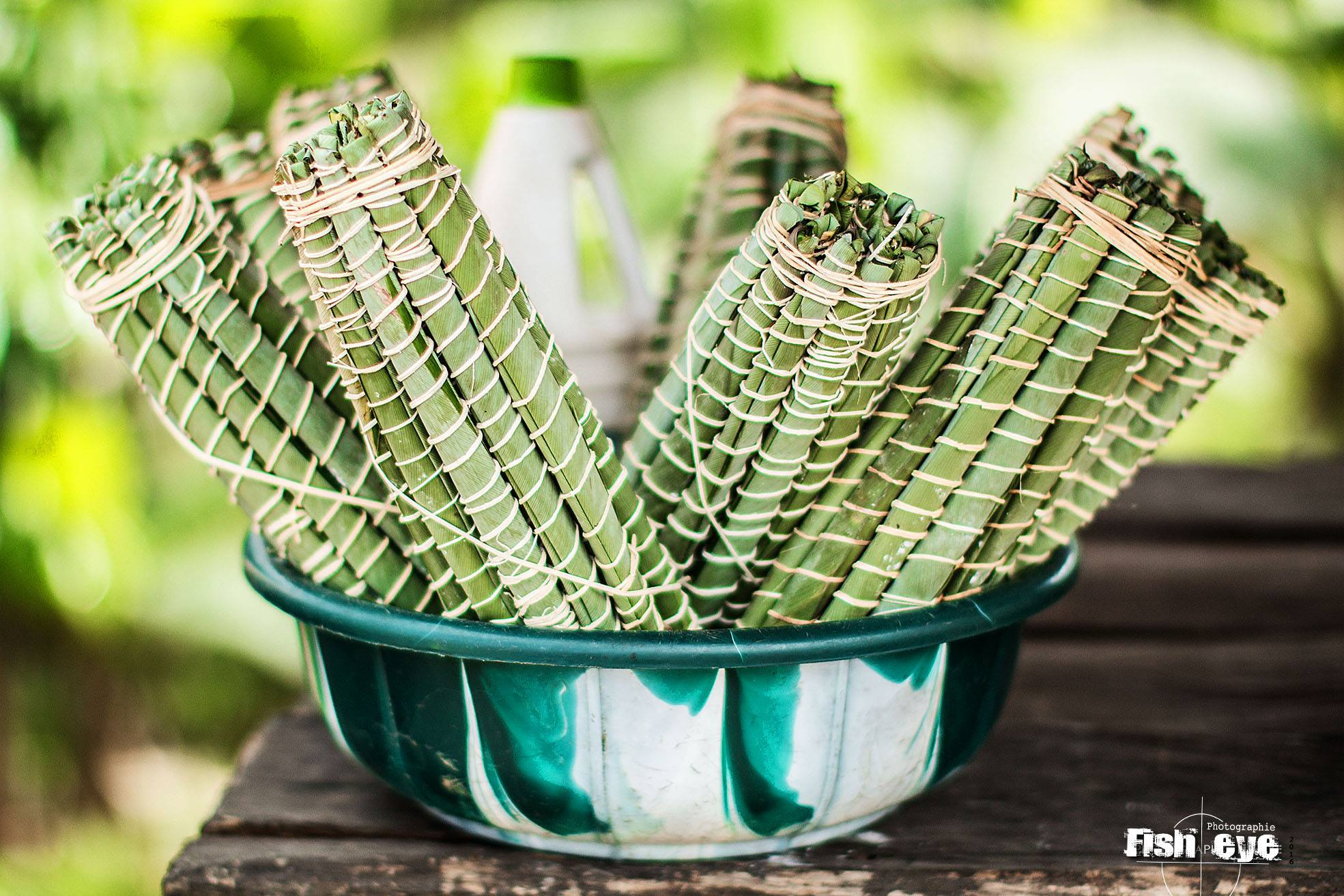
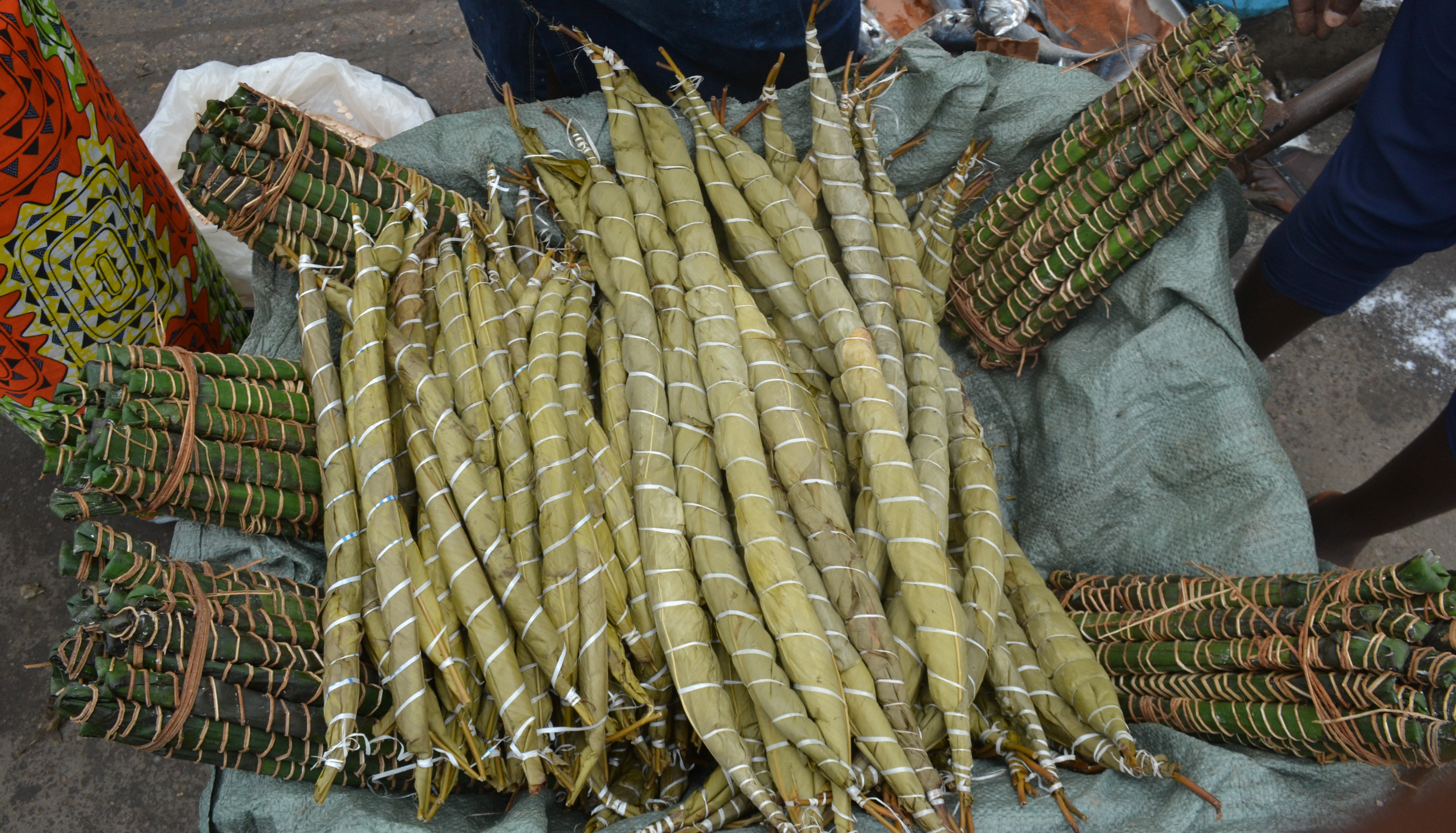
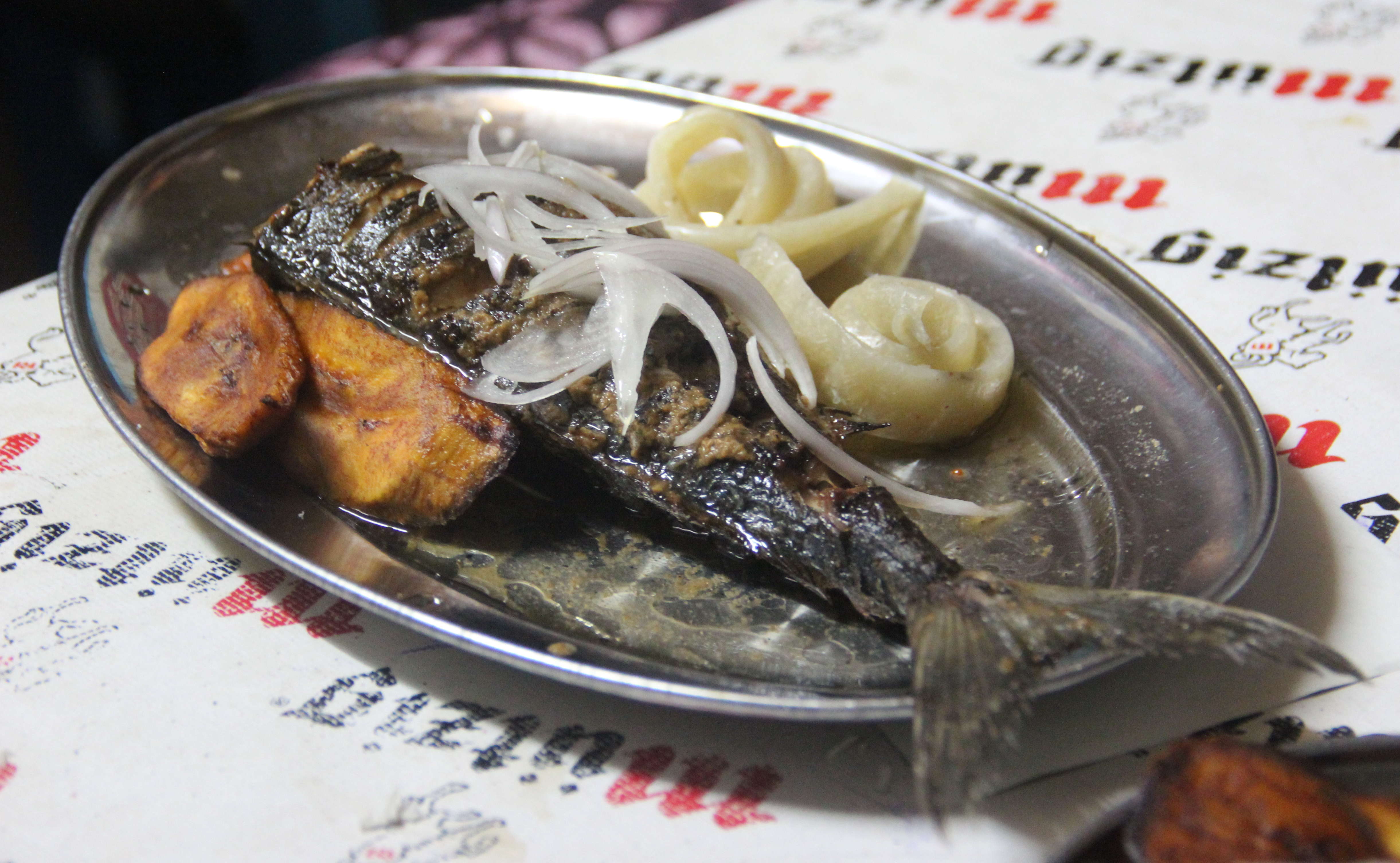

## Utilisation
La miondo accompagne de nombreux plats tels que le met de pistache (ngond'a mukon), diverses sauces, le ndolè également des mets du peuple SAWA. Il s'épluche se mange idéalement avec les doigts. Il se conserve plusieurs jours à l'air libre et plusieurs mois/années dans le congélateur.